# Didier Zokora
Déguy Alain Didier Zokora (n. 14 decembrie 1980) este un fotbalist ivorian și jucătorul cu cele mai multe selecții din istoria naționalei Coastei de Fildeș.

## Titluri
ASEC Mimosas
- Supercupa CAF: 1999

KRC Genk
- Jupiler League: 2002

Tottenham Hotspur
- Football League Cup: 2008

Sevilla
- Copa del Rey: 2010

## Legături externe
- Didier Zokora – pe site-ul UEFA
- Didier Zokora pe site-ul FIFA (arhivat)
- Didier Zokora la Soccerbase